# Comisión Experta
Die Expertenkommission (span: Comisión Experta) ist eines der drei Organe des Verfassunggebungsprozesses in Chile 2023, das mit dem Ausarbeiten einer neuen Verfassung beauftragt ist.

## Ablauf
Im Acuerdo por Chile wurde die Expertenkommission als eines der drei Organe festgelegt, das einen wichtigen Anteil in der Schaffung einer neuen Verfassung haben soll. Dabei soll ein Verfassungsentwurf erarbeitet werden, über den dann der Verfassunggebende Rat abstimmen soll. Ende Januar 2023 wurden die Vorschläge der Parteien für die Mitglieder der Expertenkommission bekannt, parallel dazu trat ein gemischter Ausschuss aus Senatoren und Abgeordneten zusammen, die eine Geschäftsordnung für die drei Organe erarbeiten solle. Diese wurde am 23. Januar 2023 bestätigt. Am 24. und 25. Januar stimmten Senat und Abgeordnetenkammer über die Mitglieder der Expertenkommission ab.
Am 6. März 2023 trat die Expertenkommission erstmals zusammen. Sie wurde von Hernán Larraín als ältestem Mitglied eröffnet. Nach der Vereidigung der Mitglieder wurde das Präsidium der Expertenkommission gewählt. Dabei wurde Verónica Undurraga zur Präsidentin und Sebastián Soto zum Vizepräsidenten gewählt. Daraufhin wurden vier Unterkommissionen mit je sechs Mitgliedern eingesetzt, in denen die inhaltlich-thematische Ausarbeitung stattfinden soll. Die Unterkommissionen sind die folgenden:
- Politisches System, Verfassungsreform und Form des Staates
- Justizfunktion und Autonome Organe
- Prinzipien, zivile und politische Rechte
- Wirtschaftliche, soziale, kulturelle Rechte und Umweltrechte

## Mitglieder
Die Expertenkommission besteht aus 24 Mitgliedern, von denen jeweils die Hälfte vom Senat und von der Abgeordnetenkammer ernannt wurde. Die Mitglieder sind die folgenden:
| Bild                                                        | Name                | Koalition              | Partei                            | Bestätigt durch    | Unterkommission    |
| ----------------------------------------------------------- | ------------------- | ---------------------- | --------------------------------- | ------------------ | ------------------ |
|                                                             | Paz Anastasiadis    | keine Koalition        | PDC                               | Abgeordnetenkammer | Justizfunktion     |
|                                                             | Jaime Aranciabia    | Chile Vamos            | RN                                | Senat              | Rechte             |
|                                                             | Alexis Cortés       | Apruebo Dignidad       | PCCh                              | Abgeordnetenkammer | Rechte             |
|                                                             | Carlos Frontaura    | keine Koalition        | Unabhängig, gewählt für die PLR   | Abgeordnetenkammer | Prinzipien         |
|                                                             | Magaly Fuenzalida   | Apruebo Dignidad       | Unabhängig, gewählt für die FRVES | Senat              | Prinzipien         |
|                                                             | Natalia González    | Chile Vamos            | Unabhängig, gewählt für die UDI   | Abgeordnetenkammer | Politisches System |
|                                                             | Bettina Horst       | Chile Vamos            | Unabhängig, gewählt für die UDI   | Senat              | Rechte             |
|                                                             | Alejandra Krauss    | keine Koalition        | PDC                               | Senat              | Rechte             |
|                                                             | Catalina Lagos      | Socialismo Democrático | PS                                | Senat              | Prinzipien         |
|                                                             | Hernán Larrín       | Chile Vamos            | UDI                               | Senat              | Justizfunktion     |
|                                                             | Domingo Lovera      | Apruebo Dignidad       | RD                                | Abgeordnetenkammer | Justizfunktion     |
|                                                             | Katherine Martorell | Chile Vamos            | RN                                | Senat              | Justizfunktion     |
|                                                             | Gabriel Osorio      | Socialismo Democrático | PS                                | Senat              | Politisches System |
|                                                             | Juan José Ossa      | Chile Vamos            | RN                                | Abgeordnetenkammer | Politisches System |
|                                                             | Máximo Pavez        | Chile Vamos            | UDI                               | Abgeordnetenkammer | Prinzipien         |
|                                                             | Marcela Peredo      | keine Koalition        | unabhängig, gewählt für die PDG   | Abgeordnetenkammer | Prinzipien         |
|                                                             | Flavio Quezada      | Socialismo Democrático | PS                                | Abgeordnetenkammer | Rechte             |
|                                                             | Teodoro Ribera      | Chile Vamos            | RN                                | Senat              | Rechte             |
|                                                             | Antonia Rivas       | Apruebo Dignidad       | CS                                | Abgeordnetenkammer | Politisches System |
|                                                             | Catalina Salem      | Chile Vamos            | Unabhängig, gewählt für die RN    | Abgeordnetenkammer | Justizfunktion     |
|                                                             | Leslie Sánchez      | Socialismo Democrático | PL                                | Senat              | Justizfunktion     |
|                                                             | Francisco Soto      | Socialismo Democrático | Unabhängig, gewählt für die PPD   | Senat              | Politisches System |
|                                                             | Sebastián Soto      | Chile Vamos            | Evopoli                           | Senat              | Politisches System |
|                                                             | Verónica Undurraga  | Socialismo Democrático | Unabhängig, gewählt für die PPD   | Abgeordnetenkammer | Prinzipien         |
| Fettgeschrieben: Vorsitzende der jeweiligen Unterkommission |                     |                        |                                   |                    |                    |